# Transport à Belgrade

Plan des lignes de tramway de Belgrade

Le transport à Belgrade (en serbe : Саобраћај у Београду et Saobraćaj u Beogradu) est composé de divers réseaux, urbains et périurbains, qui offrent des possibilités dans les domaines routier et ferroviaire.

## Réseau urbain
Belgrade possède un vaste réseau de transport public, constitué de bus, de tramways et de trolleybus. Cet ensemble est géré par la société GSP Beograd, appuyée par des compagnies de transport privées. L'ensemble du réseau applique un système de tarification par deux zones (ZONE A et B). Ces billets peuvent être achetés dans les agences officielles, par SMS, via l'application BeogradPlus, sur les kiosques agrées ou auprès du conducteur.
L'ensemble du réseau est supervisé par une autorité nommée "BG Prevoz - Sekretarijat za javni prevoz" (BG Transports - Secrétariat pour les transports publics).
Cette autorité est responsable de la surveillance du fonctionnement de tous les transporteurs de la ville (y compris GSP Beograd) de la création de nouvelles lignes et horaires, ainsi que de l'émission des autorisations de circulation pour les taxis.

### Bus
Le transport par bus est géré par sept transporteurs principaux. Les deux sociétés publiques de la ville sont le Gradsko saobraćajno preduzeće Beograd (« Compagnie de transport de la ville de Belgrade », GSP) et Saobraćajno preduzeće Lasta (« Compagnie de transport Lasta ») ; d'autres sociétés sont privées : Udruženje privatnih prevoznika (« Association des transporteurs privés »), Luv braća Šarac, Poslovno udruženje Beobus (« Association commerciale Beobus »), Tamnava trans et Domeco.
Les bus de la compagnie GSP sont souvent appelés državni (les « bus d'État ») ou gradski (les « bus de la ville »), tandis que les autres sont désignés sous l'appellation de privatni (les « bus privés »). Belgrade compte en tout 112 lignes de bus régulières et 22 lignes de nuit. Les bus de nuits sont gérés exclusivement par des transporteurs privés.

### Tramways et trolleybus

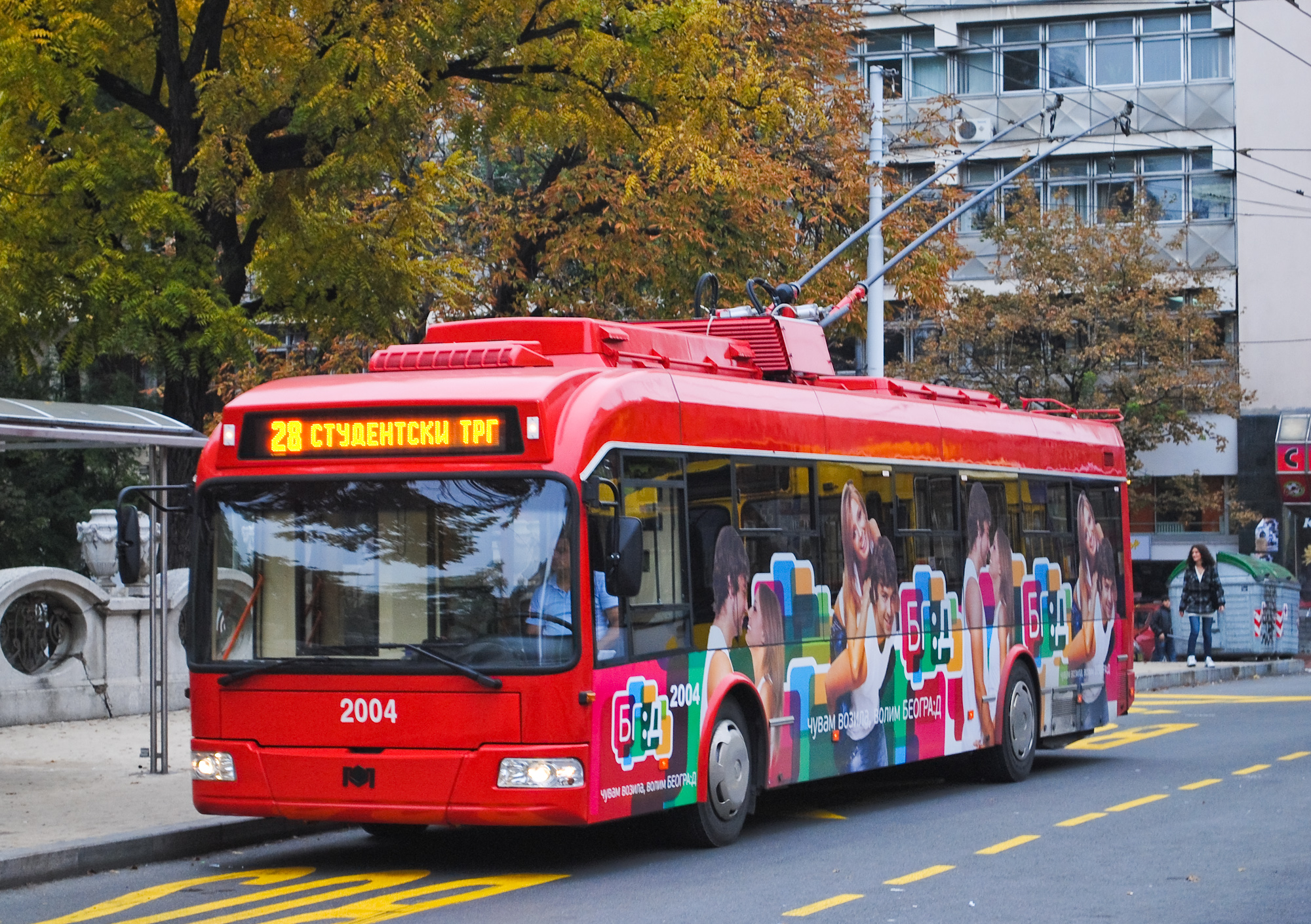
Un trolleybus de la société GSP

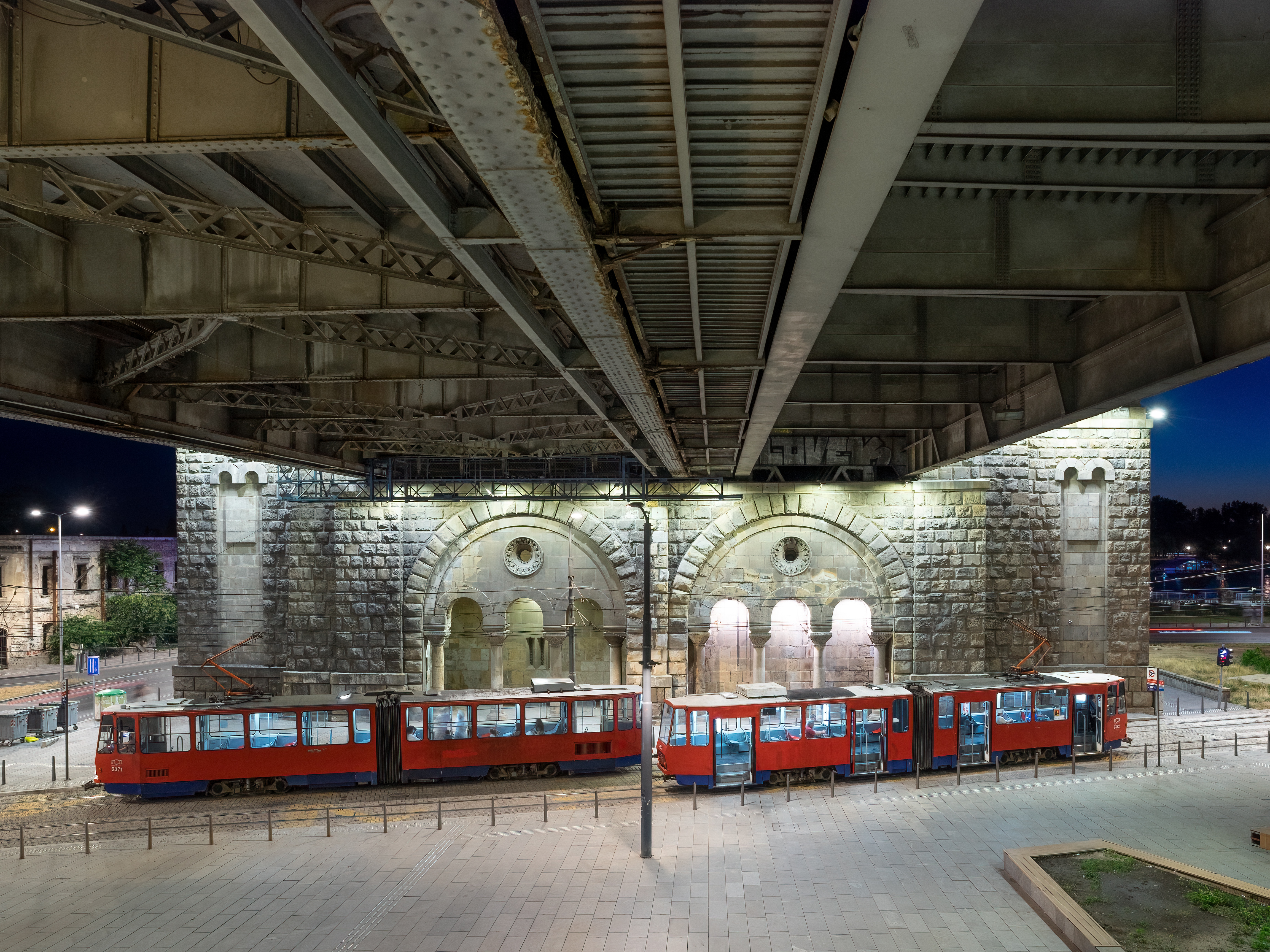
La station de tram au pont de Branko de transport à Belgrade. Aout 2021.

Le premier tramway a été mis en fonctionnement à Belgrade en 1892. Les trams et les trolleys sont gérés exclusivement par la société GSP Beograd. Le réseau est constitué de 12 lignes régulières de trams et de 7 lignes de trolleybus ; en outre, deux lignes de tramway circulent la nuit. La ligne de tram no 2, appelée dvojka, fait le tour du centre-ville ; de ce fait, le centre-ville est parfois appelé krug dvojke, le « cercle de la ligne 2 ».

### Minibus
En avril 2007, six lignes de minibus sont entrées en fonction. Ordinairement plus rapides que les bus ordinaires, ils traversent la ville. Les tickets, plus coûteux que ceux des autres bus, doivent être achetés directement auprès du conducteur.

### Métro
En novembre 2011, Dragan Djilas, maire de Belgrade, et Gian-Luca Erbacci directeur d'Alstom Transport pour l'Europe du Sud, ont signé, devant le président de la république de Serbie, Boris Tadic et du secrétaire d'État français chargé du commerce extérieur Pierre Lellouche, un accord sur la construction de la ligne L1 du métro de Belgrade, pour un coût d'un milliard d'euros. Cette ligne comportera 25 stations et sera aussi suivie par la construction de deux autres lignes, la L2 et L3. La ligne L1 aura la forme d'un Y et sera construite sur la rive sud du Danube,.

### Métro léger
Un système de métro léger doit être mis en place à Belgrade. Appelé BELAM, il doit comprendre trois lignes à l'horizon 2021. La construction de la première ligne, entre les rues Ustanička et Tvornička, respectivement dans les municipalités de Zvezdara et de Novi Beograd, doit commencer en 2008, cette première ligne devant être achevée en 2011.
Finalement, tous les projets de métro ont pris du retard, et leur réalisation est désormais prévue pour 2023.

## Faubourgs

### Bus
Le système de bus qui relie Belgrade à ses faubourgs est principalement géré par la société SP Lasta mais quelques transporteurs desservent également cette partie du district de Belgrade. La tarification (LTS) est valable sur l'ensemble du réseau. Avec plus de 300 lignes régulières et 2 500 par jour, le réseau périurbain s'étend radialement du centre de Belgrade jusqu'aux municipalités extra muros. Les bus périurbains sont au départ de la gare routière Lasta, à Belgrade, et du terminus Kej oslobođenja à Zemun. D'autres gares routières se trouvent à Šumice près de Konjarnik, dans le quartier de Zvezdara, et à Banovo brdo. La société Lasta transporte ses voyageurs dans les secteurs de Mladenovac, Sopot, Lazarevac, Obrenovac, Grocka et Barajevo.

### Transport ferroviaire

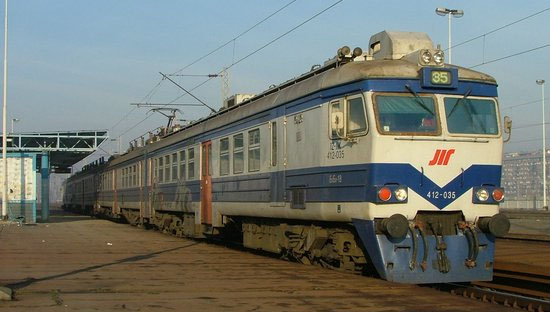
Un train du réseau Beovoz

Beovoz (en serbe cyrillique Беовоз) est le réseau régional de transport public de Belgrade. Il relie les faubourgs de la capitale avec le centre-ville. Il est composé de 6 lignes et de 41 gares :
1. Stara Pazova-Batajnica-Beograd Centar-Pančevo Vojlovica
2. Ripanj-Resnik-Rakovica-Pančevo Vojlovica
3. Stara Pazova-Batajnica-Beograd Centar-Rakovica-Resnik-Ripanj
4. Zemun-Beograd Centar-Rakovica-Valjevo
5. Nova Pazova-Batajnica-Beograd Centar-Rakovica-Resnik-Mladenovac
6. Stara Pazova-Batajnica-Beograd Centar-Rakovica-Mala Krsna

La construction d'une autre ligne est prévue en 2009, de la Faculté de droit de l'université de Belgrade jusqu'à Topčider.

## Taxis
Belgrade possède 24 compagnies de taxis, dont les uns sont publics et les autres privés. Le tarif varie du simple au double.

## Autobus longe distance
Belgrade est reliée par autobus aux villes principales de Serbie, du Monténégro, de république serbe de Bosnie et de Macédoine. Au-delà un service d'autocars permet de rejoindre un grand nombre de villes d'Europe, en Allemagne, en Autriche, en Suisse et en France.

## Train
La gare principale depuis 2018 est Beograd Prokop. Elle est située près du centre-ville, vers la boucle routière importante appelé "Mostar" Belgrade est reliée directement à Istanbul, Sofia, Bucarest, Budapest, Vienne, Kiev, Moscou ou Thessalonique. Outre la gare centrale, Belgrade possède plusieurs autres gares : Dunav, Rakovica, Novi Beograd et Zemun.

## Transport aérien

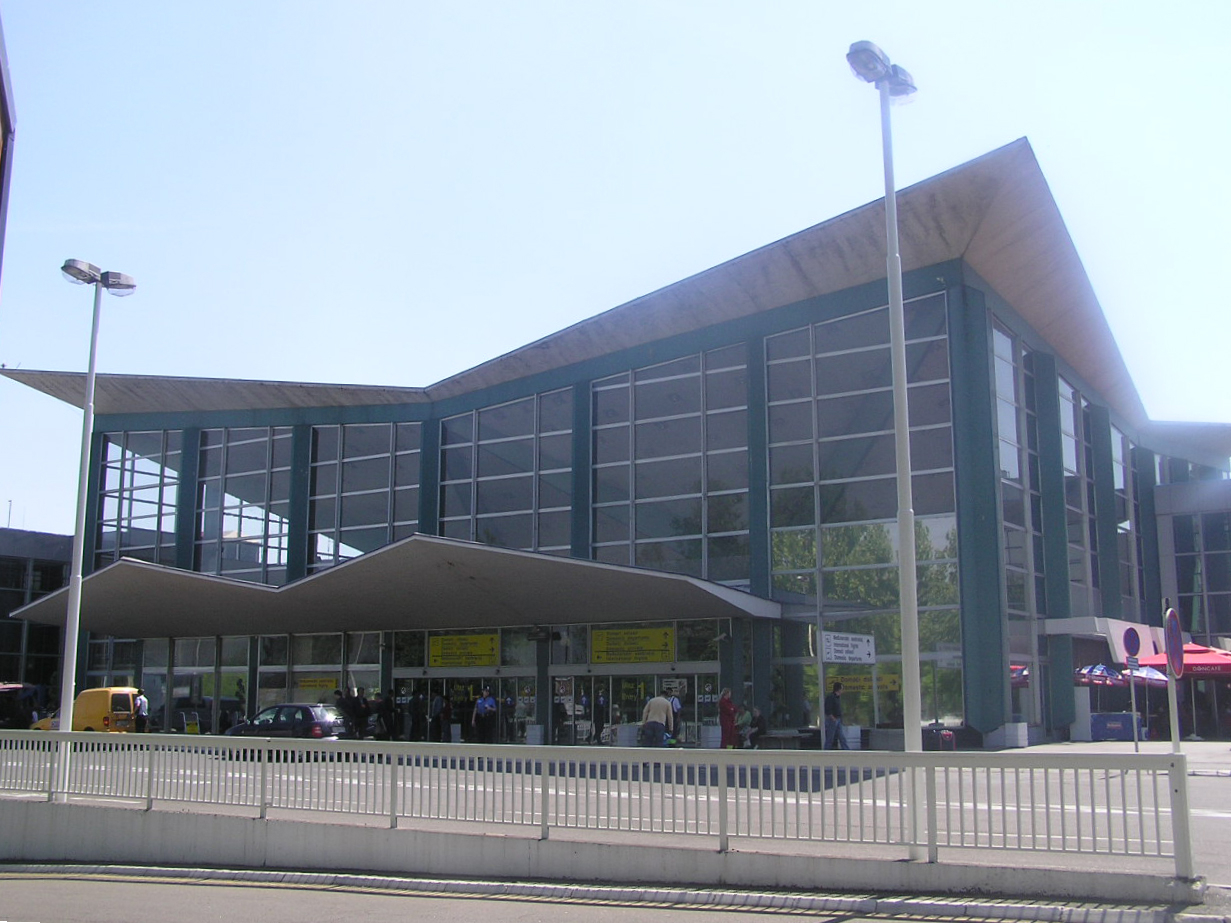
L'aéroport Nikola Tesla

L'aéroport international de Belgrade, l'aéroport Nikola Tesla, est situé à 12 km de la ville. En 2007, le trafic a été de 2 512 890 passagers soit une hausse de 13 % par rapport à 2006.
Il existe également un aéroport militaire à Batajnica, dans un faubourg Belgrade. Il pourrait être transformé en aéroport civil[réf. nécessaire].

## Transport fluvial
Belgrade possède un port commercial situé sur les rives du Danube.

### Ponts

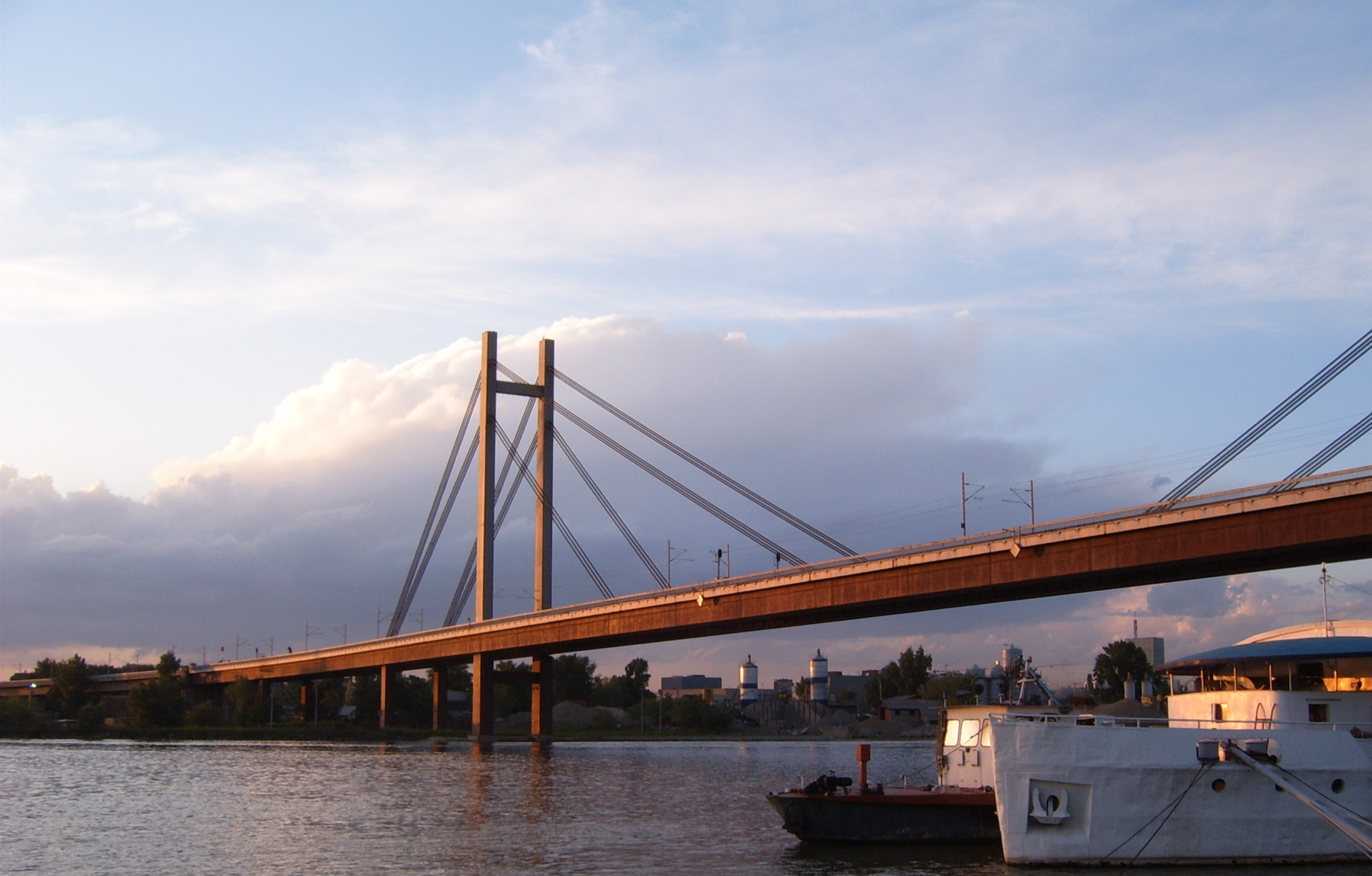
Le nouveau pont ferroviaire

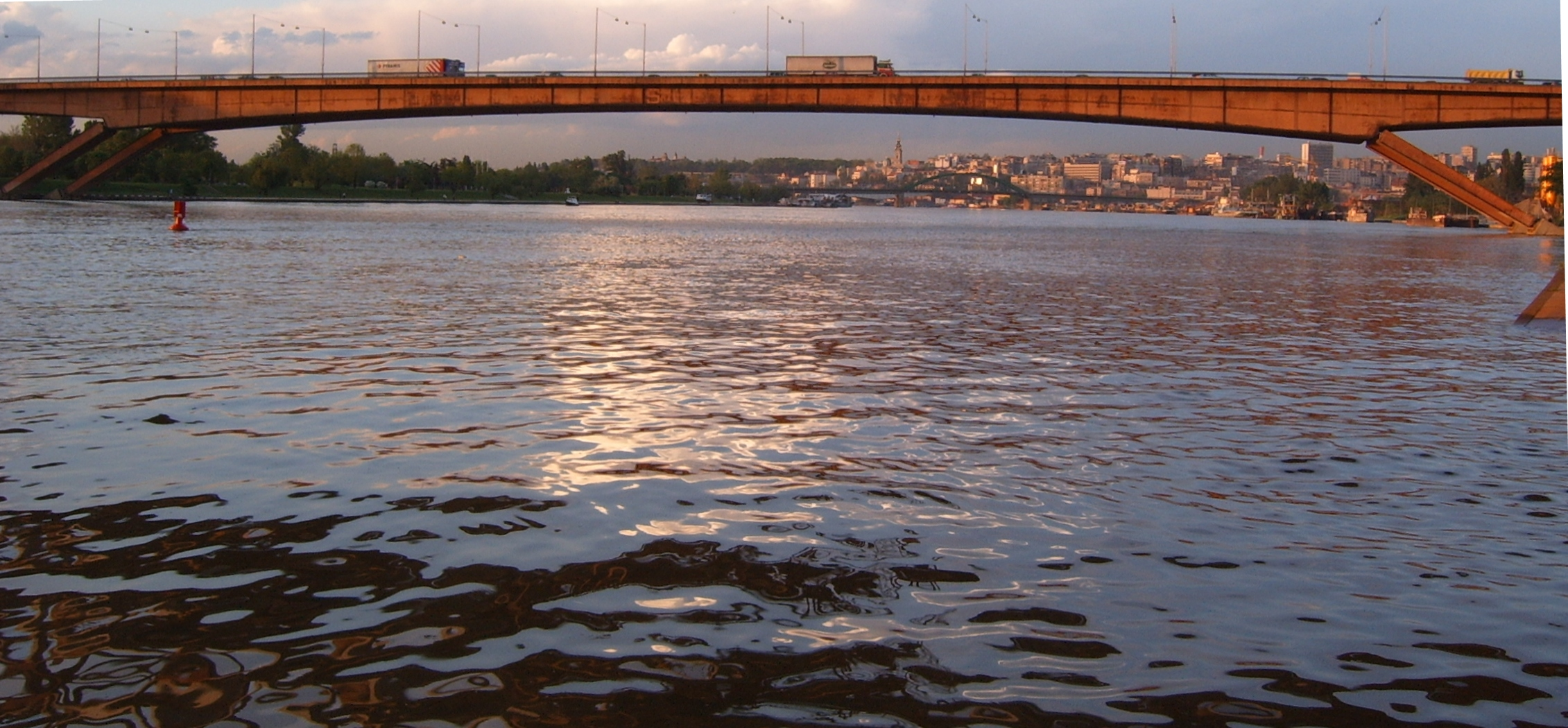
Le pont de Gazela

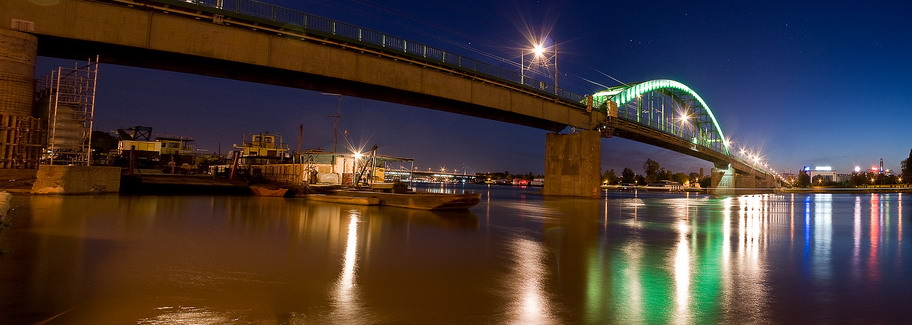
L'ancien pont de la Save

Belgrade compte huit ponts sur la Save et un sur le Danube. D'est en ouest, on peut citer :
- le pont d'Obrenovac, sur la Save à Obrenovac ; ce pont routier a été construit par la société Mostogradnja entre 1993 et 1999. Sa longueur totale est de 912 m, dont 460 au-dessus du fleuve ;
- le pont d'Ostružnica, sur la Save ; ce pont ferroviaire a été endommagé lors des bombardements de l'OTAN en 1999[12] ;
- le Nouveau pont ferriviaire, sur la Save, un pont à haubans construit en 1979[13] ;
- l'Ancien pont ferroviaire, sur la Save, construit entre 1944 et 1946[14] ;
- le pont de Gazela, sur la Save, pont routier, construit entre 1966 et 1970 ;
- l'Ancien pont de la Save mesure 430 m ;
- le pont de Branko, sur la Save, mesure 450 m de long ; il relie le centre-ville de Belgrade à la municipalité de Novi Beograd (il remplaçait le pont Alexandre-Ier détruit durant la Seconde Guerre mondiale) ;
- le pont de Pančevo, sur le Danube, mesure 1 075 m de long ; c'est le seul pont sur le Danube à Belgrade.

Une rocade intérieure est en projet, impliquant la construction d'un nouveau pont sur la Save, le pont d'Ada Ciganlija, qui soulagerait le trafic sur les ponts de Branko et de Gazela,. Un nouveau pont sur le Danube est également en projet, le Pont de l’amitié sino-serbe, il reliera Zemun à Borča, dans la banlieue de Belgrade et devrait être mis en service en 2013,.

## Transport routier
Belgrade est reliée par autoroute à Zagreb à l'ouest (E-70/A3), Novi Sad au nord (E-75/A1) et Niš au sud (E-75/A1). Le périphérique de Belgrade est en cours de construction.